# Emil Aarestrup
 (mars 2019).
Si vous disposez d'ouvrages ou d'articles de référence ou si vous connaissez des sites web de qualité traitant du thème abordé ici, merci de compléter l'article en donnant les références utiles à sa vérifiabilité et en les liant à la section « Notes et références ».
Carl Ludwig Emil Aarestrup (né à Copenhague le 4 décembre 1800 – décédé à Odense le 21 juillet 1856) était un poète danois ; il est considéré avec Christian Winther comme le grand poète de l'amour, en dépit du fait qu'il n'ait publié de son vivant qu'un seul recueil (pour satisfaire les prières de ses amis). C'est Winther qui, à partir des manuscrits légués par Aarestrup, réalisa la première édition complète de ses vers.

## Biographie
Il obtint sa maîtrise en 1827 avec une spécialisation dans la médecine. La même année, il épousa Caroline Aagard et ils allèrent s'installer à Nysted, dans l'île danoise de Lolland, où il passa la plus grande partie de sa vie mais à partir de 1849 il exerça la médecine sur l'île de Funen. Il était un grand ami du poète Christian Winther.
Travaillant comme médecin, il écrivait des poésies pendant son temps libre. Seul un livre fut publié de son vivant, en 1838 : Digte (Poèmes), qui fut généralement ignoré par les critiques aussi bien que le public au moment de sa parution. Un autre fut publié après sa mort en 1863 : Efterladte Digte (Poèmes posthumes).
Parmi les poètes lyriques danois, Aarestrup est considéré comme un des chantres de l'amour les plus sincères. C'est surtout dans ses ritournelles et ses vers courts et riches de sens qu'il atteint la maîtrise. Dans la technique des vers il est influencé par le poète allemand Friedrich Rückert, mais il trouve sa forme personnelle. Comparé aux poètes d'amour danois qui sont ses contemporains immédiats, il est beaucoup plus sensuel, matériel et audacieux, sans jamais être trop cru. Son ton est moqueur, ironique, spirituel et élégant, mais cache quelquefois une certaine peur de la mort et de la vanité. Parmi ses poèmes les plus réputés il faut mentionner « Paa Sneen » (« À la Neige »), « Angst » (« la Peur »), « Til Nanna » (« Pour Nanna »), « Tidlig Skilsmisse » (« Divorce précoce ») et « Var det Synd » ? (« Était-ce un péché ? »). Moins connus sont aujourd'hui ses rares poèmes politiques qui laissent apparaître ses sympathies libérales.
Bien qu'il n'ait pas été reconnu de son temps, on voit maintenant en lui généralement un des poètes danois qui a eu le plus d'influence et au Danemark il est toujours lu aujourd'hui. Normalement sa poésie est considérée comme ayant eu une influence décisive sur le grand poète lyrique symboliste Sophus Claussen.

## Œuvres
- Efterladte Digte, 1863
- Erotiske Situationer, 1916
- Samlede Skrifter, 1976